# Курлятев-Оболенский, Владимир Константинович
Князь Владимир Константинович Курлятев (ум. после 1568) — воевода в царствование Ивана Грозного, старший сын боярина и воеводы князя Константина Ивановича Курлятева (умер в 1552).

## Биография
В 1564—1565 годах князь Владимир Константинович Курлятев служил воеводой в Полоцке и Брянске. В 1566 году вместе с некоторыми боярами и князьями подписал грамоту, в которой поручался за боярина князя Михаила Ивановича Воротынского, освобожденного из заключения.
В 1566 году князь В. К. Курлятев подписал соборное постановление о продолжении войны с Великим княжеством Литовским из-за Ливонии. В 1568 году был назначен воеводой полка левой руки в ливонском походе.
Казнён в июле-сентябре 1568 года по делу о заговоре в земщине против царя Ивана Грозного.
В «Истории князя великого московского», написанной князем Андреем Михайловичем Курбским, вслед за рассказом об убиении князя Петра Семёновича Серебряного-Оболенского, говорится: «Потом того же роду княжат побиено: Александра Ярославова (Ярославского) и князя Владимира Курлятева…; и были те оба, паче же Александр, мужие воистину ангелом подобные жительством и разумом: бо были так искусны в книжном разуме православных догмат, иже все священные писания во устах имели; к тому и в военных делах светлы и нарочиты».
Имя князя В. К. Курлятева записано в «Синодик» Ивана Грозного.
Женат на Ульяне, в схиме Евфимья (ум. до 1573 года), дочери князя Василия Ивановича Осиповского.